# Burg Kühschlag
Die Burg Kühschlag ist eine abgegangene Höhenburg auf 720 m ü. A. in der Gemeinde St. Johann am Wimberg im Bezirk Rohrbach von Oberösterreich. Die spärlichen Reste der abgegangenen Burg liegen rund 0,2 km nordöstlich des Anwesens Kirchschlager.

## Geschichte
1316 wird Chueslag erstmals genannt. Anna, die Frau des Niclas Meschenperger, erhielt 1396 den Sitz von Herzog Albrecht IV. als Lehen. Der zu vermutende Vorbesitzer war ihr Vater, der jedoch namentlich nicht belegt ist. Nachfolger wurden Simon Aspan und seine Frau Kunigunde. Die Verwandtschaftsbeziehungen zwischen Letzterer und der eingangs genannten Anna müssen offenbleiben, es wird aber vermutet, dass es sich dabei um Schwestern gehandelt hat. Bis Ende des 15. Jahrhunderts sind die Aspan auf Kühschlag ansässig. Wann der Sitz aufgelassen und der zugehörige Bauernhof (Kirschlag, Kirchschlager) vererbrechtet wurde, ist nicht bekannt. 1615 galt dieser Hof jedenfalls bereits als seit langer Zeit vererbrechtet.

## Burgstall Kühschlag heute
In den 60er Jahren des vorigen Jahrhunderts wird noch ein ostseitiger Mauerzug mit schön behauenen Quadersteinen erwähnt. Die hausbergartige Anlage wurde jedoch bereits vor einigen Jahrzehnten abgetragen; nach lokaler Überlieferung sollen die Steine auch für den Kirchenbau verwendet worden sein. Heutzutage ist die ehemalige Lagestelle, eine mit Sträuchern bewachsene Erhöhung, mit Steinen und Bäumen bedeckt. Für den Burgstall ist die Bezeichnung Schlosshügel geläufig.
Zum Anwesen Kirchschlager gehört ein Kapellenbau, der angeblich der Burg Kühschlag zugehörig war. Diese Kapelle besitzt sehr gut erhaltene Gewölbe und im ersten Stock eine Dübeltramdecke; die Kapelle wird heute als Wagenremise genutzt, der erste Stock als Getreideboden.

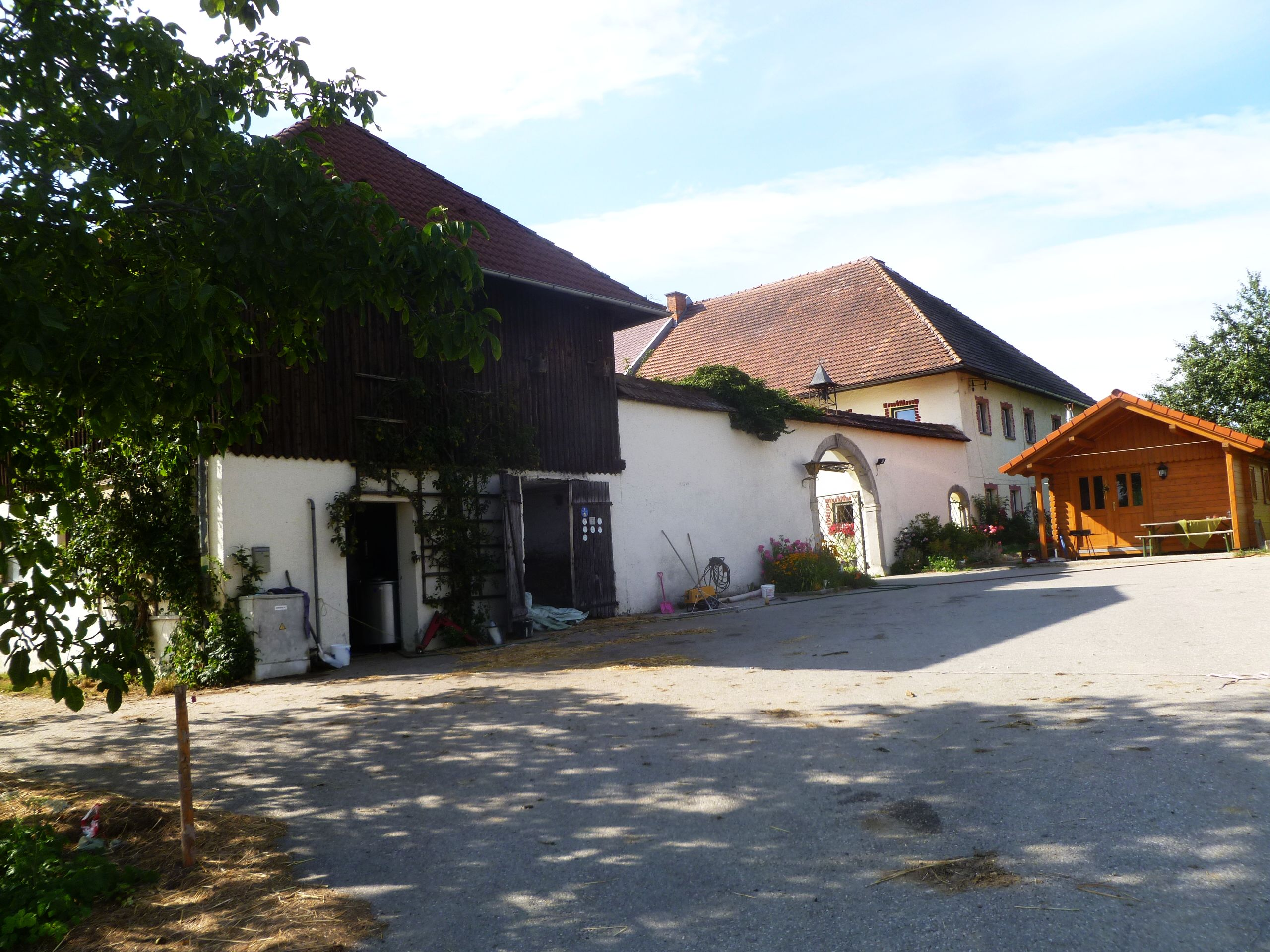
Anwesen Kirchschlager
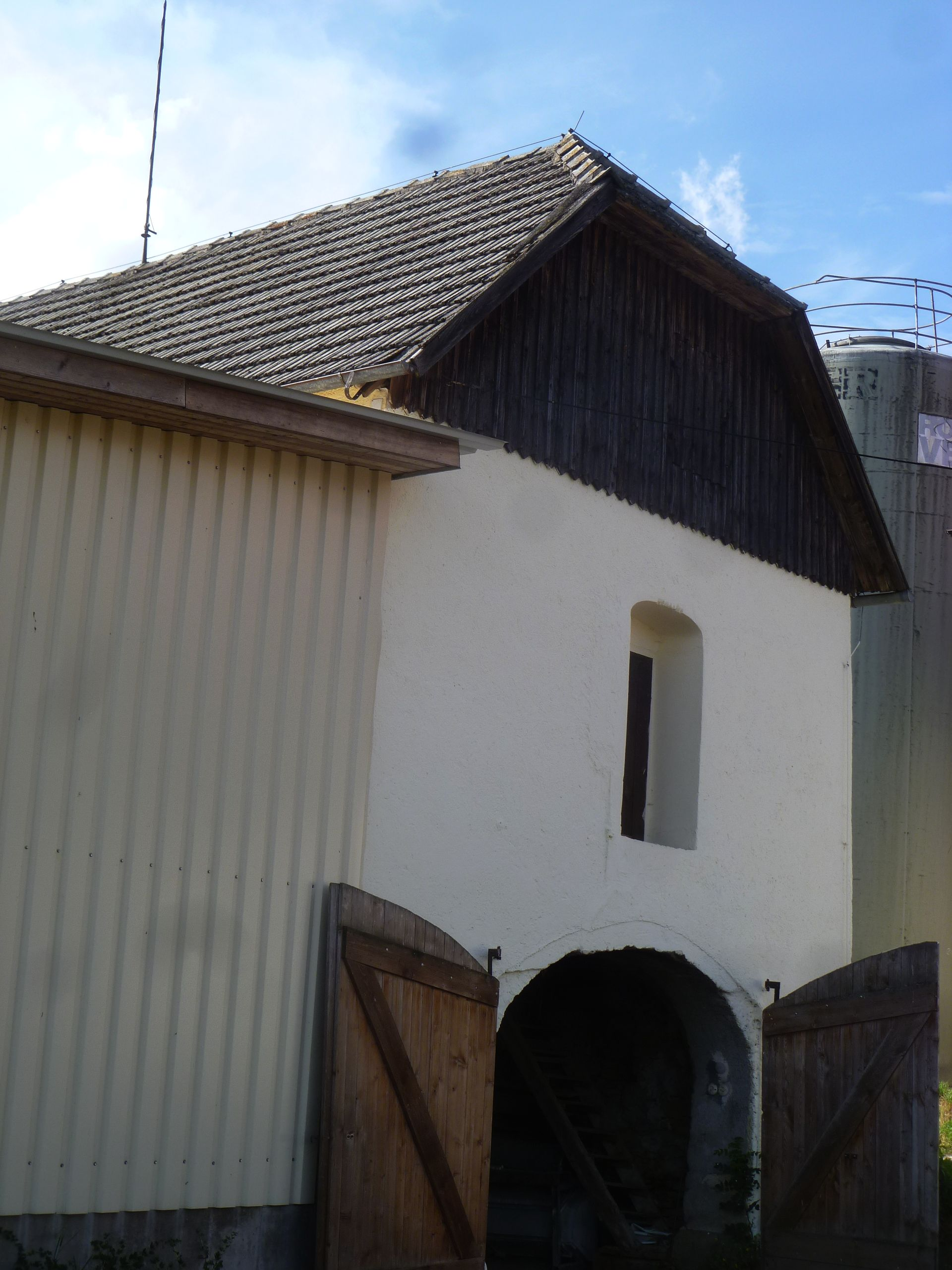
Kapelle im Anwesen Kirchschlager
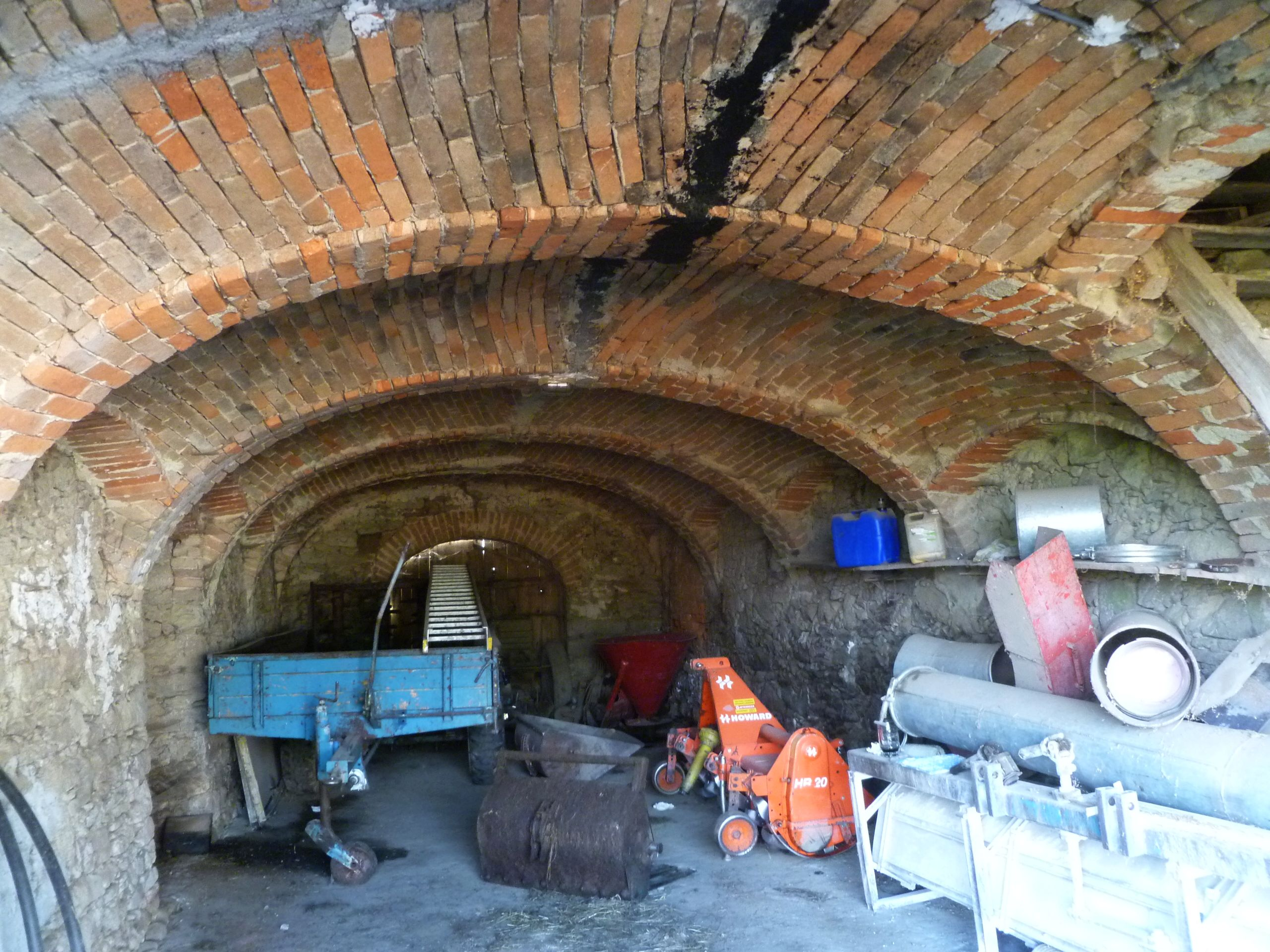
Gewölbe der Kapelle Kirchschlager
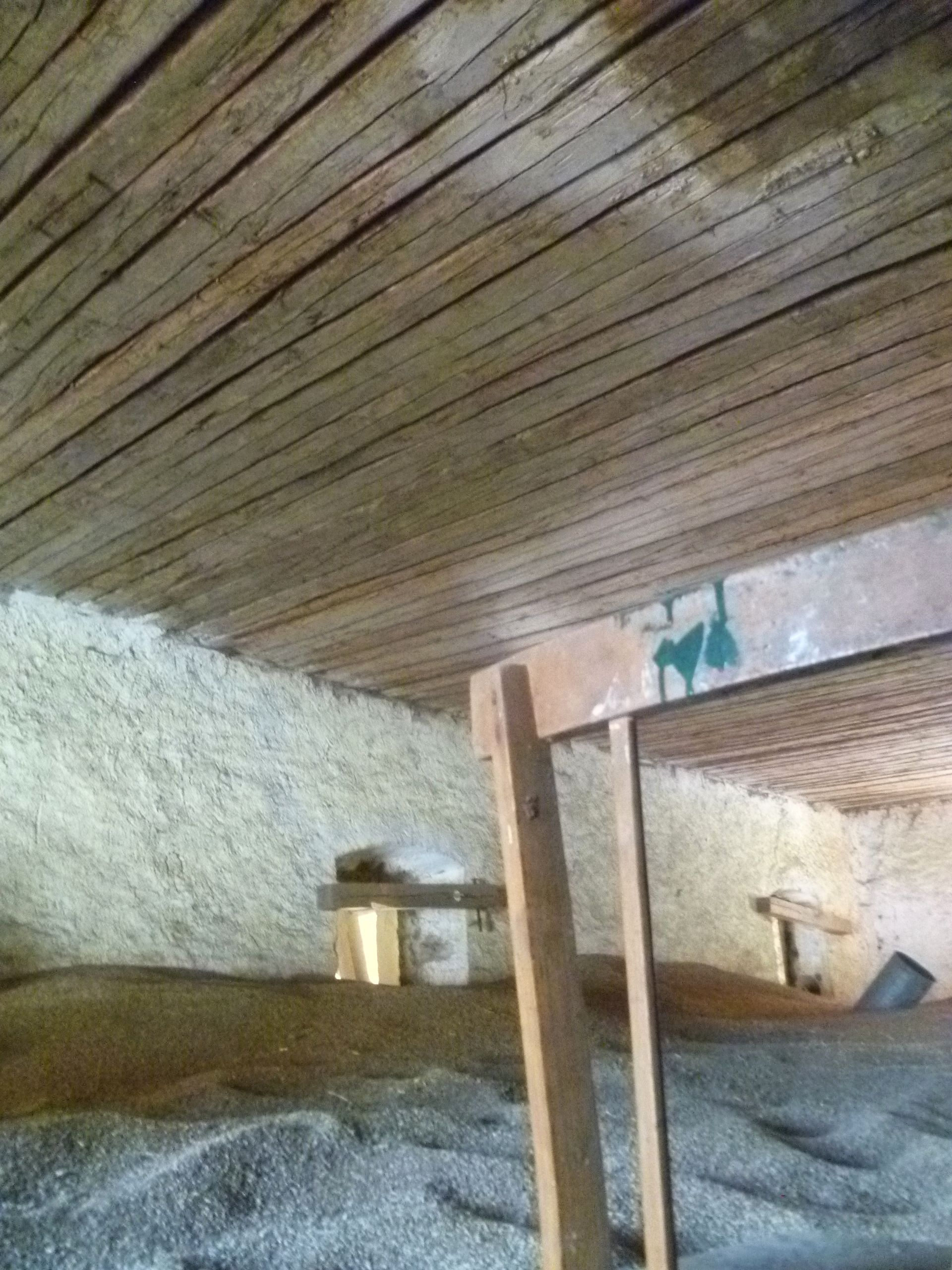
Troadboden in der Kapelle Kirchschlager